# Max-Planck-Institut für biologische Kybernetik
Das Max-Planck-Institut für biologische Kybernetik ist eine außeruniversitäre Forschungseinrichtung unter der Trägerschaft der Max-Planck-Gesellschaft mit Sitz in Tübingen. Das Institut betreibt Grundlagenforschung zur Informationsverarbeitung im Gehirn.

## Geschichte
Das Institut wurde 1968 mit den Direktoren Valentin Braitenberg, Karl Georg Götz, Kuno Kirschfeld und Werner Reichardt gegründet.
Die Ursprünge liegen in der 1958 von Werner Reichardt, Bernhard Hassenstein und Hans Wenking etablierten „Forschergruppe Kybernetik“, die am damaligen Max-Planck-Institut für Biologie angesiedelt war. Das Max-Planck-Institut für Biologie selbst ging zurück auf das 1913 in Berlin-Dahlem gegründete Kaiser-Wilhelm-Institut für Biologie.

## Forschung
Mit dem Ausscheiden von Heinrich Bülthoff Ende 2021, Nikos Logothetis Ende 2022 und dem Ende der ersten Amtszeit des Max-Planck-Stipendiaten Klaus Scheffler im Jahr 2021 war das Institut in der Lage, einen weiteren grundlegenden Wechsel vorzunehmen. Peter Dayan wurde als Gründungsdirektor und Li Zhaoping als Max-Planck-Fellow beauftragt, eine dritte Generation des Instituts aufzubauen. Der wissenschaftliche Schwerpunkt liegt nun auf dem Verständnis der Informationsverarbeitung im Gehirn auf mathematischer und mechanistischer Ebene. Dies erfordert Kernkompetenzen in der theoretischen und experimentellen Psychologie und den Neurowissenschaften. Diese Ausrichtung stellt eine Art Rückkehr zu Reichardts ursprünglichem Auftrag für das Institut dar.
Die Abteilungen und Forschungsschwerpunkte des Instituts sind:
- Computational Neuroscience
Einer der Forschungsschwerpunkte dieser Abteilung ist die Frage, wie das Gehirn Entscheidungen trifft. Experimentelle und theoretische Methoden sowie Computersimulationen helfen dabei, die Prozesse zu untersuchen, die uns Entscheidungen fällen und handeln lassen. Ein Beispiel ist das Verstärkende Lernen, das für eine Reihe von Methoden des maschinellen Lernens steht. Dabei führt das Gehirn positive und negative Erfahrungen zusammen und berücksichtigt sie bei künftigen Entscheidungen. Die Abteilung wurde 2018 von Peter Dayan gegründet und wird seither von ihm geleitet.

- Sensorische & Sensomotorische Systeme
Die Abteilung, im Jahr 2018 gegründet und geleitet von Li Zhaoping, befasst sich mit Fragestellungen, wie das Gehirn sensorische Reize empfängt, weiterverarbeitet und zur Steuerung der Motorik sowie zur Entscheidungsfindung nutzt. Dazu werden unterschiedliche theoretische und experimentelle Ansätze verwendet: unter anderem die Psychophysik beim Menschen, das Verhalten von Tieren, Elektrophysiologie und bildgebende Verfahren.

- Hochfeld-Magnetresonanz
 Die 2003 gegründete Abteilung wird seit 2011 von Klaus Scheffler geleitet. Ihr Thema ist die Magnetresonanz-Bildgebung mit ultra-hohen Magnetfeldern. Damit können Denkprozesse des menschlichen Gehirns mit einer räumlichen Auflösung von 1 Millimeter und einer zeitlichen Auflösung von 1 Sekunde erfasst werden. Eine der größten gegenwärtigen Herausforderungen besteht darin, die Muster der gemessenen Magnetresonanzsignale – die magnetischen „Fingerabdrücke des Denkens“ – in Beziehung zu den zugrundeliegenden neuronalen Prozessen zu setzen.
- Body-Brain Cybernetics Die Abteilung Body-Brain Cybernetics beschäftigt sich mit der Analyse neuronaler Wechselbeziehungen zwischen dem Gehirn und dem Verdauungssystem. Langfristiges Ziel ist es, Wege zu finden, um komplexe Störungsbilder wie chronisches Übergewicht besser zu behandeln. Der Forschungsbereich befindet sich im Aufbau und wird von dem Neurowissenschaftler Ivan de Araujo geleitet.

## Ehemalige Abteilungen
- Empirische Inferenz
Diese Abteilung, gegründet 2001 und geleitet von Bernhard Schölkopf, erforscht die Gesetzmäßigkeiten, denen empirischen Daten zugrunde liegen. Hierzu werden Algorithmen entwickelt und auf vielfältige Probleme wie zum Beispiel das Computersehen und die Bioinformatik angewendet. Die Abteilung wechselte 2011 zum neuen Max-Planck-Institut für Intelligente Systeme mit Standorten in Tübingen und Stuttgart.
- Wahrnehmung, Kognition und Handlung
In dieser Abteilung, gegründet 1993 und geleitet von Emeritus Heinrich Bülthoff, wird die Informationsverarbeitung untersucht, die der visuellen und haptischen Objekterkennung und der Orientierung im Raum zugrunde liegt. Im Vordergrund steht dabei die Frage, wie Form und Raum im Gehirn repräsentiert werden, so dass wir Gegenstände benennen und greifen oder uns in fremden Umgebungen orientieren können. Mit den Methoden der Computergrafik und der Virtual Reality durchgeführte interaktive Experimente führten zu Ergebnissen, die bereits bei der automatischen Synthese von Gesichtern und beim „Heimfindeverhalten“ von autonomen Robotern Anwendung finden.
- Physiologie kognitiver Prozesse
Diese Abteilung, gegründet 1997 und geleitet von Nikos Logothetis, untersucht die visuelle Wahrnehmung von Primaten. Unter Einsatz von psychophysischen, elektrophysiologischen und bildgebenden Verfahren werden folgende Fragen untersucht: Welchen Einfluss haben bei der Objekterkennung die Repräsentation des räumlichen Bezugssystems, die Dimensionalität, die Natur der Merkmale und die Codierung der strukturellen Beziehungen und wo im Gehirn ist die visuelle Wahrnehmung repräsentiert?

## Kontroverse
Im September 2014 wurden die am Institut in der Abteilung „Physiologie kognitiver Prozesse“ durchgeführten Tierversuche an Rhesusaffen in einem Fernsehbericht von Stern TV als tierquälerisch kritisiert.
Laut einer späteren Recherche der Frankfurter Allgemeinen Zeitung waren die Aufnahmen des Labors jedoch „sensationsgerecht geschnitten worden“. Dem Verein Soko Tierschutz sei es durch verdeckte Aufnahmen gelungen, „ein Klima zu erzeugen, in dem die Wissenschaftler des Max-Planck-Instituts in Tübingen ungestraft als Verbrecher bezeichnet werden können und mit dem Tode bedroht werden“. Neben konkreter Morddrohungen würden auch die Kinder der Wissenschaftler in den Schulen ausgegrenzt. Der Neurowissenschaftler und Leiter des Deutschen Primatenzentrums in Göttingen Stefan Treue, der das Labor als Sachverständiger in Augenschein nahm, stellte deutlich klar, dass die Tiere in Tübingen gemäß dem Tierschutzgesetz behandelt werden.
Im Mai 2015 gab Nikos Logothetis, Direktor der Abteilung Physiology of Cognitive Processes, bekannt, dass in Zukunft am Institut keine Versuche an Affen mehr durchgeführt würden. Tübingens Oberbürgermeister Boris Palmer bezeichnete dies als „schweren Rückschlag für die Forschung“. Hunderte Wissenschaftler, darunter 16 Nobelpreisträger, bekundeten ihre Solidarität mit dem damaligen Leiter des Instituts. Im Dezember 2018 wurde das Verfahren gegen Logothetis hinsichtlich Verstößen gegen das Tierschutzgesetz vor Eröffnung eines Gerichtsprozesses eingestellt; die Vorwürfe ließen sich nicht bestätigen.

## Infrastruktur
Das Institut wird momentan vom geschäftsführenden Direktor Peter Dayan geleitet. Heinrich Bülthoff ist Emeritus.
Ende 2008 waren insgesamt 234 Mitarbeiter am Institut tätig, darunter 40 Wissenschaftler und 114 Nachwuchswissenschaftler; dazu kommen 79 Drittmittelbeschäftigte und Gastwissenschaftler.